# Вільгельм Тоферн
Август Георг Вільгельм Тоферн (нім. August Georg Wilhelm Thofern; 11 грудня 1883, Рорінген, Геттінген — 3 травня 1972, Геттінген) — німецький офіцер, генерал-лейтенант вермахту.

## Біографія
Син фермера Фрідріха Тоферна і його дружини Кароліни, уродженої Ціммерманн. 19 травня 1884 року втратив матір.
15 жовтня 1903 року вступив добровольцем в Прусську армію, служив у піхоті. Учасник Першої світової війни. 13 листопада 1916 року взятий в полон британськими військами. 6 листопада 1919 року звільнений. Після демобілізації армії залишений в рейхсвері. З 1 червня 1935 року — начальник полігону Гросс-Борн. Одночасно з 10 вересня по 16 жовтня 1939 року перебував в штабі 10-ї армії. 15 листопада 1944 року відправлений в резерв ОКГ. З 10 грудня 1944 року — генерал для особливих доручень в штабі 2-го військового округу. 31 березня 1945 року звільнений у відставку.

## Сім'я
19 листопада 1912 року одружився з Маргаритою Герінг. В пари народились 3 сини (серпень 1913, 1920 і 1928). Старший син Гельмут став майором Генштабу вермахту і служив при командуванні 21-го військового округу. 

## Звання
- Доброволець (15 жовтня 1903)
- Унтерофіцер (27 січня 1906)
- Сержант (15 квітня 1909)
- Віцефельдфебель (1 жовтня 1912)
- Фельдфебель (6 серпня 1914)
- Заступник офіцера (22 травня 1915)
- Лейтенант (27 березня 1916)
- Оберлейтенант (1 січня 1921; патент від 19 вересня 1915)
- Гауптман (1 липня 1921; патент від 18 жовтня 1918)
- Майор (1 лютого 1930)
- Оберстлейтенант (1 січня 1934)
- Оберст (1 жовтня 1935)
- Генерал-майор (1 серпня 1939)
- Генерал-лейтенант (1 вересня 1942)

## Нагороди
- Медаль «За вислугу років» (Пруссія)
  - 3-го класу (9 років; 15 жовтня 1912)
  - 2-го класу (12 років; 28 березня 1920)
- Залізний хрест
  - 2-го класу (19 вересня 1914)
  - 1-го класу (6 травня 1920)
- Хрест «За військові заслуги» (Ліппе) (9 серпня 1916)
- Почесний хрест ветерана війни з мечами (30 грудня 1934)
- Медаль «За вислугу років у Вермахті» 4-го, 3-го, 2-го і 1-го класу (25 років; 2 жовтня 1936) — отримав 4 нагороди одночасно.
- Хрест Воєнних заслуг
  - 2-го класу з мечами (30 січня 1941)
  - 1-го класу з мечами (20 квітня 1942)